# Lore Baeten
Lore Baeten (Sint-Niklaas, 18 augustus 1995) is Belgisch politicoloog, voormalig raadslid voor CD&V te Sint-Niklaas en auteur over trauma.
Lore Baeten is een dochter van voormalig CD&V-parlementslid Lieve Van Daele en algemeen directeur van het psychiatrisch ziekenhuis Sint-Hieronymus Stefaan Baeten. Baeten behaalde de bachelor maatschappelijk advisering aan UCLL te Heverlee in 2018 en studeerde de master internationale politiek aan de UGent, waar ze momenteel als assistent werkt in de politieke wetenschappen.
In 2018 werd ze in Sint-Niklaas verkozen als gemeenteraadslid voor CD&V, het jaar nadien stond Baeten als tweede opvolger op de federale lijst van CD&V in Oost-Vlaanderen. 
In 2023 legde ze haar mandaat als raadslid (na een legislatuur van vijf jaar) neer.

## Auteur
In september 2020 publiceerde ze Ve(e)rkracht: hierin kaart ze de mentale impact van seksueel grensoverschrijdend gedrag op een leven. Dit thema wenst zij op deze manier bespreekbaar te maken.
In 2023 publiceerde ze haar tweede boek: Daar is de lente - geluk na trauma. Naar aanleiding van een traumatische bevalling. Uitgegeven bij Best in Books.